# 정준수
정준수(1995년 10월 29일~)는 한국프로농구 신협 상무 농구단 소속 농구선수이다. 2017년 KBL 드래프트에서 전체 18순위로 서울 삼성 썬더스에 지명되었다.

## 학력
- 인덕원초등학교
- 호계중학교
- 낙생고등학교
- 명지대학교

## 경력
- 2017년 ~ 현재 : 서울 삼성 썬더스 (2017년 드래프트 2라운드 8순위)